# Patrimoine agricole
Ne doit pas être confondu avec Patrimoine rural.

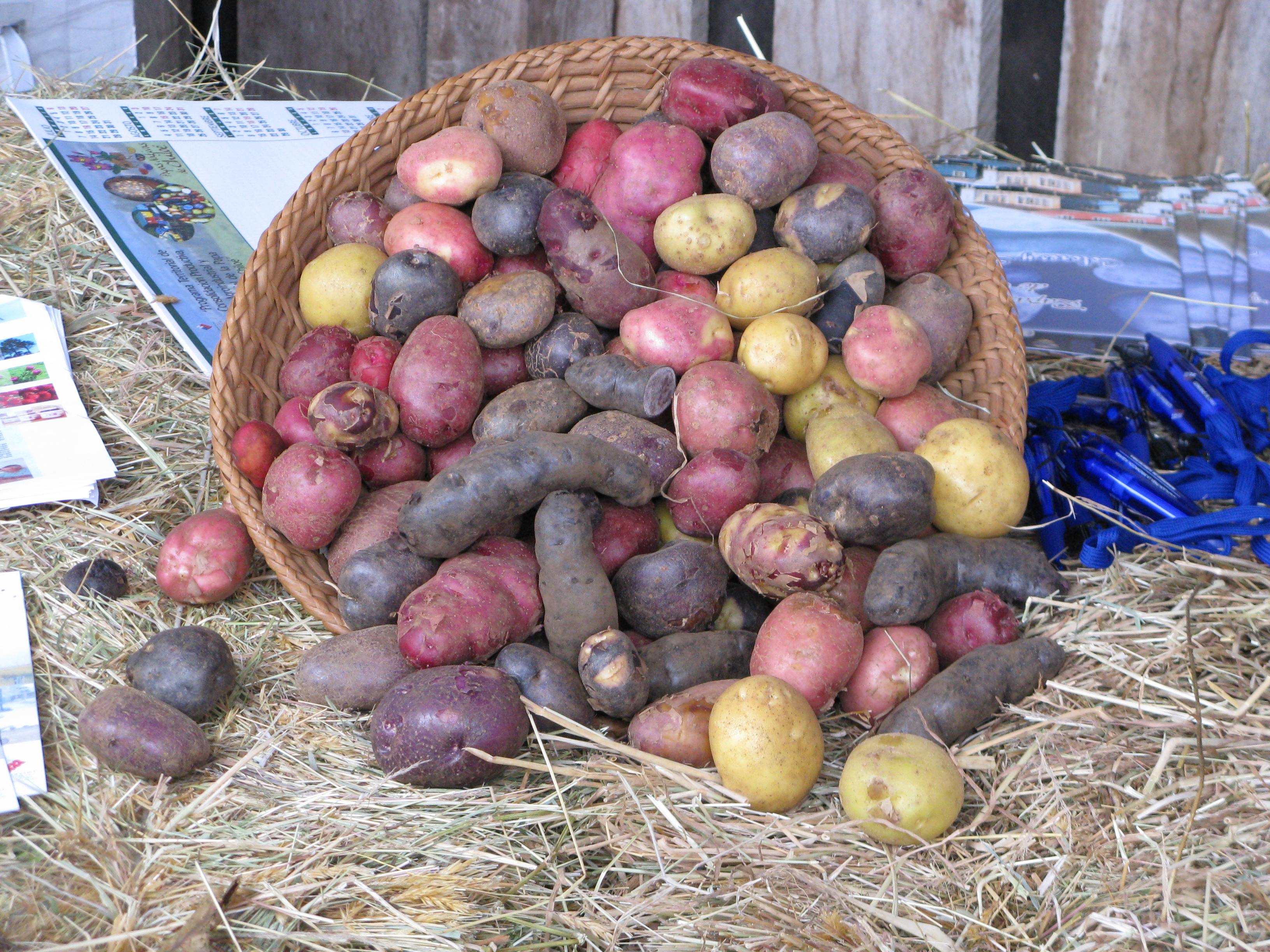
Pommes de terre colorées de Chiloe (Chili).

Le patrimoine agricole fait référence aux sites et systèmes issus des traditions agricoles, ainsi qu'à des espèces végétales et animales.

## Définition
Le gouvernement du Québec définit le patrimoine agricole comme étant des « systèmes et paysages remarquables d'exploitation de terres riches en diversité biologique et évoluant grâce à l'adaptation d'une communauté à son environnement, à ses besoins et à ses aspirations au développement durable ».
Le patrimoine agricole inclut aussi des espèces animales et végétales. Selon la FAO, « les trois quarts du patrimoine génétique agricole ont disparu au cours du XXe siècle ».